# International Solidarity Movement

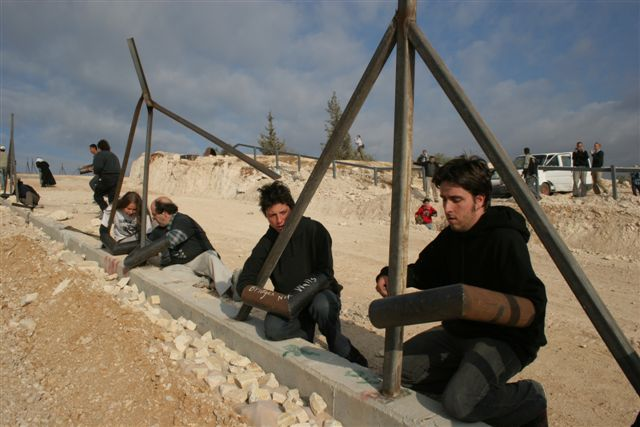

Pour les articles homonymes, voir ISM.
L'International Solidarity Movement (ISM) est une organisation non gouvernementale et non violente palestinienne fondée en 2001 par le Palestinien Ghassan Andoni et l'Israélien Neta Golan. La Palestino-Américaine Huwaida Arraf et le juif américain Adam Shapiro ont rejoint le mouvement en 2002.
L'organisation regroupe également des pacifistes palestiniens et internationaux qui travaillent ensemble pour soutenir la lutte pour la liberté en Palestine et pour la fin de l’occupation israélienne de la Cisjordanie et la fin du blocus de la bande de Gaza. L'organisation travaille en coordination avec des associations palestiniennes, israéliennes et internationales.
Les actions de l'association dans les territoires palestiniens occupés sont souvent brutalement réprimées par l'armée israélienne, conduisant à la mort de militants pacifistes.